# Club Deportivo San Adrián
El Club Deportivo San Adrián es un club de fútbol de España de la localidad de San Adrián en la Comunidad Foral de Navarra. Fundado en 1933. Ha disputado un total de 6 temporadas en Tercera división.

## Historia
Fundado en 1933. Consigue sus mayores éxitos a finales de la década de 1980 y principios de la 1990 cuando durante 6 temporadas consecutivas se mantiene en un grupo XV (navarro-riojano) de Tercera división muy competitivo.

Desde 1993 compite en Divisiones Regionales.

## Datos del club
- Temporadas en Tercera División: 6

- Mejor puesto en liga: 6º (1989/90)